# التأثير في التوصيلية
مصطلح المؤثر في التوصيل (بالإِنجليزية: dromotropic) مشتقٌ من الكلمتين اليونانيتين فأما الأولىٰ: من (δρόμος، ونقحرتها بالإِنجليزية: drómos)، وتعني: الجريان، أو دورة ودوران، أو السباق وأما الثانية: من (tropos) وتعني يقلب ويحول.
المواد المؤثرة في التوصيل (dromotropic agent) هي الأَدوية التي تؤثر في سرعة التوصيل كهربائية القلب (وبالأَحرىٰ تؤثر بالتحديد في تعجيل أَو تأَخير التوصيل) في العقدة الأذينية البطينية، ويستلزم تغير معدل النبضات الكهربائية في القلب.
وعليه تقسم الحالات بحسب تأثيرها في سرعات التوصيل: أَما مُسَرِّعَاتُ التوصيل (مثلاً تأثير عندما يُعجل في حالة إِفراز المرسال العصبي الكيميائي الإبينفرين )، وأما مُبَطِّئَاتُ التوصيل (مثلاً عند تحفيز العصب الرئوي المعدي (الحائر)).
غالباً ما يولحظ بأَن التأثيرات في سرع التوصيل (ولكن ليس شرطاً)، لهي مؤثرات أَيضاً في الميقاتية، وفي تقلص عضل القلب. مثلاً، حين تنشط أَعصاب الجار الودي فتؤثر سلبياً في ميقاتية التقلص العصبي وانقباض العضل القلبي. مثلاً، حين تنشط أَعصاب الجار الودي فتؤثر سلبياً في ميقاتية التقلص العصبي وانقباض العضل القلبي، ولكن العصب الحائر لا يعصب (يتصل) بعضلة البطين عضلة البطين القلبية، فلذا لا تأثيرٌ له في انقباض العضل القلبي.[بحاجة لمصدر]
ومثلاً آخر هو أَدوية مُحصِرات قنوات الكالسيوم من نوع البيريدين الغير ثنائي الهيدروجين مثل فيراباميل والتي تغلق قنوات ذوات سير تيار الكالسيوم البطيء والداخل في أَنسجة القلب، ولذلك لها تأثير سلبي: في توصيلية، وميقاتية وانقباضية العضل القلبي. ولهذا التأثير الدوائي (وغيره)، فهذه الأدوية مفيدة في علاج الذبحة الصدرية. وهناك خطر أن تؤدي إلى اضطرابات الودية في التوصيل القلبي، اضطراب النظم البُطئي، وقد تتفاقم إِلىٰ قصور البطين الأيسر.